# Mi nombre es Lara (telenovela de 1983)
Mi nombre es Lara es una telenovela argentina producida y dirigida para Canal 9 (hoy Elnueve) en 1983. Fue protagonizada por María de los Ángeles Medrano y Mario Pasik, coprotagonizada por Silvia Kutika. Además contó con las participaciones estelares de Iris Alonso, Enzo Bellomo, Antonio Caride e Ivonne Fournery.

## Argumento
Lara y Ana son dos amigas que estudian danza clásica y cuya meta es actuar en el Cólon. Lara, que vive en compañía de su madre, rechaza una propuesta para actuar en una confitería bailable. Alfredo, su novio, le aconseja visitar a Pablo, un importante ejecutivo de un canal de televisión. A partir de ese encuentro, la vida de Lara cambiará, y no sólo en el campo laboral. Ana, en tanto, será capaz de todo por conseguir su sueño.

## Elenco
- María de los Ángeles Medrano - Lara
- Mario Pasik - Pablo
- Silvia Kutika - Ana Velazco
- Iris Alonso - Lucrecia Ferrer
- Enzo Bellomo - Marcelo Cuevas
- Antonio Caride - Alfredo
- Adrián de Inés - Eduardo
- Ivonne Fournery - Alicia Padilla
- Roberto Ibáñez - Vicente Medina
- Jorge Mayor - Federico
- Jorge Milanusi - Daniel
- Marcelo Milanusi
- María Noel Miranda - Olga
- Cecilia Maresca - Violeta
- Susana Monetti - Rosario
- Elsa Piuselli - Carmen
- Menchu Quesada - Doña Aurora
- Karina Terén
- Diego Varzi - Eugenio

## Equipo de producción
- Historia: Celia Alcántara
- Dirección: Oscar Bertotto
- Productor: Roberto López

## Versiones
- Mi nombre es Lara (1987): Producida por Sonia Fuchs para TVN, y protagonizada por Elena Muñoz y Bastián Bodenhöfer.